# Mateo Gil

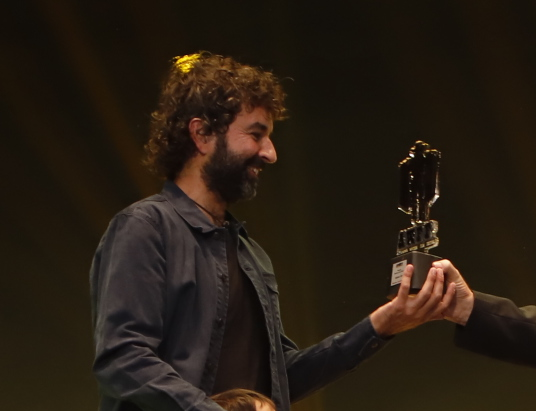
Mateo Gil, 2021

Mateo Gil Rodríguez (* 23. September 1972 in Las Palmas) ist ein spanischer Drehbuchautor und Regisseur.
Mateo Gil arbeitete wiederholt mit Alejandro Amenábar, mit dem ihn eine persönliche Freundschaft verbindet.
2018 wurde er in die Academy of Motion Picture Arts and Sciences berufen, die jährlich die Oscars vergibt.

## Filmografie (Auswahl)

### Drehbuchautor
- 1996: Tesis – Der Snuff-Film (Tesis)
- 1997: Virtual Nightmare – Open Your Eyes (Abre los ojos)
- 1998: Allanamiento de morada
- 1999: Bruderschaft des Todes (Nadie conoce a nadie)
- 2001: Vanilla Sky
- 2004: Das Meer in mir (Mar adentro)
- 2005: Die Methode – El Método (El método)
- 2009: Agora – Die Säulen des Himmels (Agora)
- 2016: Realive
- 2018: The Laws of Thermodynamics (Las leyes de la termodinámica)

### Regisseur
- 1993: Antes del beso
- 1994: Soñé que te mataba
- 1998: Allanamiento de morada
- 1999: Bruderschaft des Todes (Nadie conoce a nadie)
- 2011: Blackthorn
- 2016: Realive
- 2018: The Laws of Thermodynamics (Las leyes de la termodinámica)

## Auszeichnungen
- Gil wurde 1998 auf dem Alcalá de Henares Short Film Festival für Allanamiento de morada mit dem City of Alcalá Award ausgezeichnet. Noch im selben Jahr erhielt er für den Film den Canal+ Audience Award des Festival Internacional de Cine Independiente de Ourense. Auf dem Festival Internacional de Cinema do Algarve und dem Montréal World Film Festival waren Mateo und der Film für weitere Preise nominiert.

- 1999 wurde Abre los ojos für einen Goya in der Kategorie Bestes Originaldrehbuch vorgeschlagen. Im darauffolgenden Jahr wurde er von den Goya Awards für Bruderschaft des Todes in der Kategorie Beste Nachwuchsregie nominiert.

- Gemeinsam mit Alejandro Amenábar gewann Mateo Gil im Jahr 2005 den Goya für das beste Originaldrehbuch für Das Meer in mir (Mar adentro). Im Jahr zuvor war das Autorenpaar für den Film bereits für einen Europäischen Filmpreis nominiert. Eine weitere Nominierung für einen CEC Award in der Kategorie bestes Originaldrehbuch erhielt der Film vom spanischen Círculo de Escritores Cinematográficos

- 2006 gewann Mateo Gil gemeinsam mit Marcelo Piñeyro für El Método  für das beste Drehbuch nach einer Romanvorlage den CEC Award und einen Goya.